# Wentworth (Cambridgeshire)
Pour les articles homonymes, voir Wentworth.
Wentworth est une paroisse civile et un village du Cambridgeshire, en Angleterre.